# Urejanje z zlivanjem
Urejanje z zlivanjem (angleško MergeSort) je stabilen algoritem za urejanje podatkov, ki ga je leta 1945 razvil John von Neumann.

## Delovanje
Algoritem uporablja paradigmo deli in vladaj. Začne s podtabelami velikosti 1, ki so same po sebi seveda urejene. Nato začne z zlivanjem(in sprotnim urejanjem) parov podtabel v večjo podtabelo in te tabele nato zopet zliva v večje, dokler ne zlije vseh elementov tabele v eno urejeno tabelo.

## Zahtevnost
Časovna zahtevnost je v vseh primerih {\displaystyle O(n\log n)}, prostorska zahtevnost pa je {\displaystyle O(n)}, saj za podtabele potrebujemo dodaten prostor. Algoritem je možno implementirati tudi s prostorsko zahtevnostjo {\displaystyle O(1)}, a pri tem izgubimo stabilnost algortima.